# Буш, Лауренциу
Лауренци́у Космин Буш (рум. Laurențiu Cosmin Buș; 27 августа 1987, Клуж-Напока, Румыния) — румынский футболист, полузащитник.

## Карьера
Играл в румынских клубах «Университатя (Клуж)», «Арьешул (Турда)». Самых больших успехов добился в составе футбольного клуба «Оцелул», с которым выиграл Чемпионат и Суперкубок Румынии. Принял участие в одном матче Лиги Чемпионов УЕФА. В 2013 году перешёл в футбольный клуб «Енисей».

## Достижения

### Командные
- Победитель Чемпионата Румынии в составе «Оцелула»: 2010/11.
- Обладатель Суперкубка Румынии в составе «Оцелула»: 2011.